# Palazzo Ducale (Pavullo nel Frignano)
Der Palazzo Ducale ist ein klassizistischer Palast aus dem 19. Jahrhundert etwas außerhalb des Ortes Pavullo nel Frignano in der italienischen Region Emilia-Romagna. Er liegt an der Via Giardini 3 und diente früher als Sommerresidenz der Herzöge Österreich-Este.

## Geschichte
Der dreistöckige Bau wurde von Franz IV., Erzherzog von Österreich-Este und regierendem Herzog von Modena und Reggio, Ende der 1820er-Jahre in Auftrag gegeben und wurde an demjenigen Ort in den Bergen errichtet, der am leichtesten von Modena aus zu erreichen war – die Via Giardini führte seit Ende des 18. Jahrhunderts dorthin. Der Bauingenieur Sante Cavani plante den Bau und am 1. November 1830 wurde der Grundstein gelegt, in den eine Bleikassette mit Münzen und Medaillen aus der Zeit mit dem Konterfei des Regenten eingemauert wurde. Cap. Ing. Sigismondo Ferrari leitete die Bauarbeiten, die langsam bis zum Herbst 1835 fortgeführt und dann ausgesetzt wurden. Im Frühjahr 1838 wurden sie unter der Leitung von Cap. Ing. Armodio Carvedoni wieder aufgenommen. 1846 starb der Auftraggeber und sein Nachfolger, Franz V., nutzte den Palast wenig mehr als ein Jahrzehnt lang als Sommerresidenz bis zur Vereinigung Italiens.

## Nutzung
Heute dient der Palast, der sich in Besitz der öffentlichen Hand befindet, als Sitz der Gemeindeverwaltung von Pavullo nel Frignano, der Gemeindebibliothek und für temporäre Ausstellungen.

## Park
Der herzogliche Park wurde als natürliche Ergänzung des Palastes in der ersten Hälfte des 19. Jahrhunderts angelegt. Der Ingenieur Carlo Huller begann 1842 mit den Arbeiten. In dem Park finden sich alle Arten von Pflanzen der Gegend und auch exotische Gewächse, jedoch keine Obstbäume.